# Orsans, Aude

Orsans este o comună în departamentul Aude din sudul Franței. În 1 ianuarie 2022 avea o populație de 97 de locuitori.